# Glasmalerei Schneiders und Schmolz

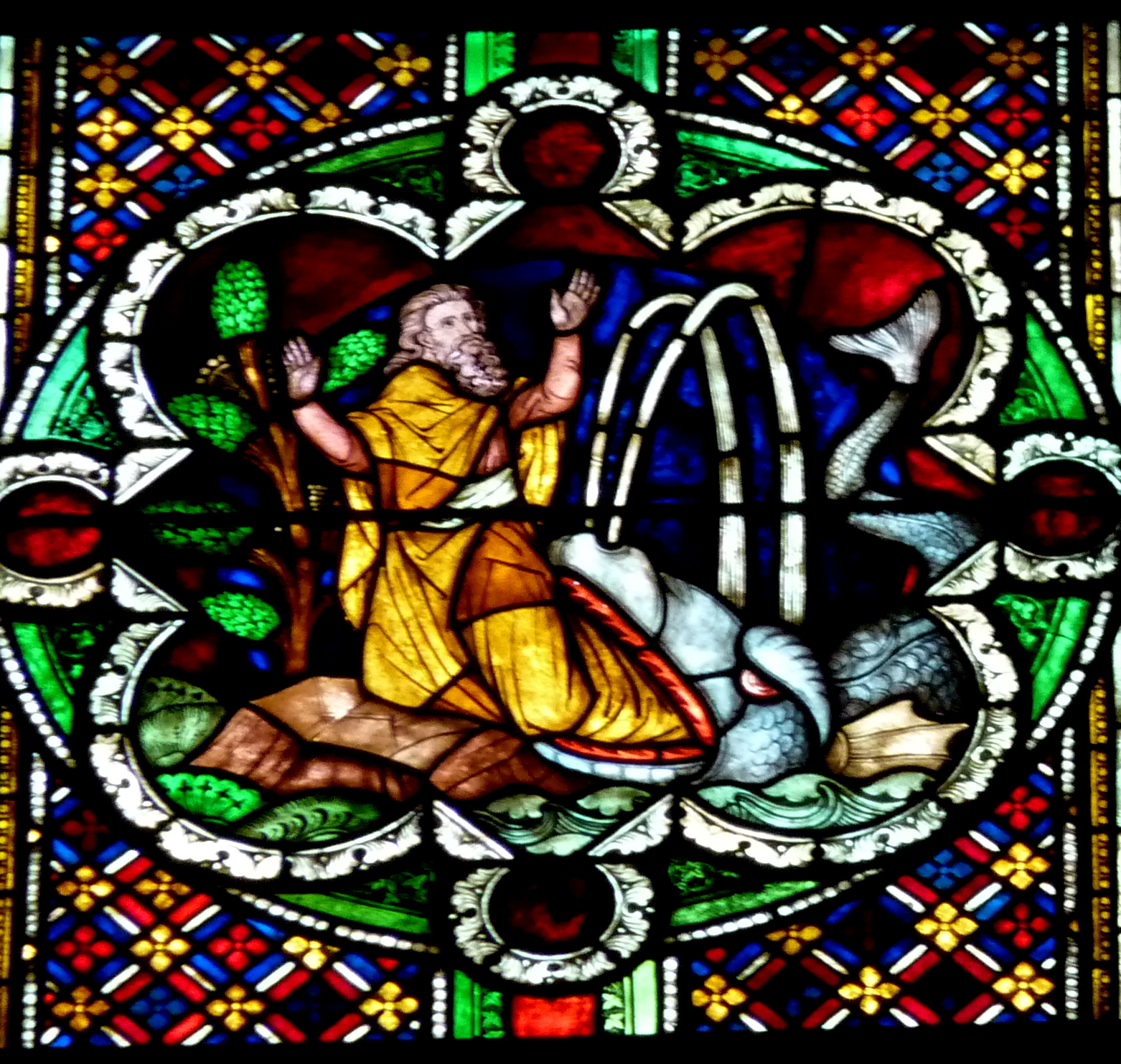
Detail vom Jüngeren Bibelfenster im Kölner Dom

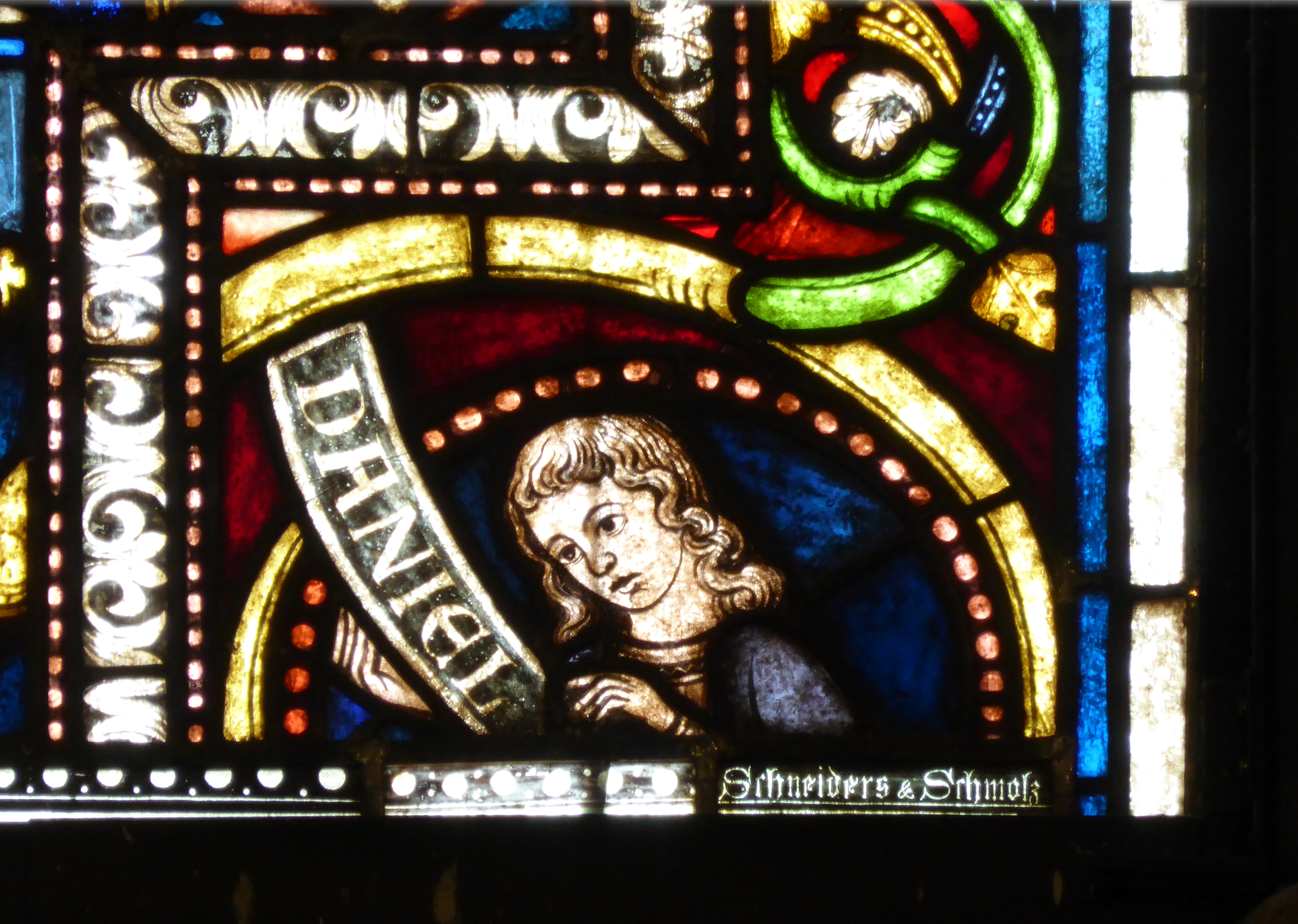
Signet Schneiders und Schmolz

Die Werkstätte für Glasmalerei Schneiders und Schmolz in Köln-Lindenthal fertigte ab 1882 zahlreiche sakrale Farbverglasungen bzw. Glasgemälde, insbesondere im Rheinland. Unter anderem führte die Werkstatt von 1891 bis 1908 vornehmlich im Auftrag des Domherrn und Kunstsammlers Alexander Schnütgen Rekonstruktions- und Ergänzungsarbeiten an einigen Fenstern im Kölner Dom aus.

## Firmengeschichte
Die Glasmalereiwerkstatt wurde geleitet von Paul Schmolz und Christian Schneiders, der unter anderen bei dem berühmten Linnicher Glasmaler Heinrich Oidtmann ausgebildet wurde. Zuvor war Schneiders Ende der 1860er Jahre Schüler des Historienmalers Johannes Niessen, der auch als Konservator am Wallraf-Richartz-Museum tätig war. Die Unternehmensgeschichte begann zunächst in Werkstätten im Severinsviertel und im Belgischen Viertel in der Kölner Innenstadt. Im Jahr 1898 wurden der Sitz und die Werkstätten nach Köln-Lindenthal an die Theresienstraße verlegt. Beide Künstler arbeiteten hier zusammen, bis sich Christian Schneiders im Jahr 1916 zur Ruhe setzte. Paul Schmolz führte bis Anfang der 1920er Jahre eine Glasmalerwerkstatt am Gereonshof in der nördlichen Altstadt weiter.
Die Werkstatt fertigte hauptsächlich Kirchenfenster im Rheinland an. Für die Arbeiten erhielt sie u. a. die Bronzene Staatsmedaille, die Goldene Medaille auf der Industrie- und Gewerbeausstellung Düsseldorf 1902 und die Goldmedaille der Handwerks- und Kunstgewerbeausstellung Köln 1905. Auch außerhalb des Rheinlands und im Ausland wurde die Werkstatt mit der Anfertigung von Kirchenfenstern beauftragt, u. a. in Berlin (St.-Anna-Stift), in der Umgebung von Fulda, Eupen (St.-Josephs-Kirche), Lontzen (Schloss Lontzen), Malmedy (Katholische Pfarrkirche), St. Vith (Hospitalkapelle), Leiden (St. Peter), Schaan bei Vaduz (Katholische Pfarrkirche) sowie Semmering (Katholische Pfarrkirche Hl. Familie).
Darüber hinaus erhielt die Werkstatt auch Aufträge für öffentliche und private Bauten, unter anderem für den Bergisch-Märkischen Bahnhof in Bochum sowie für Bahnhöfe in Essen und Danzig. Sie stattete auch mehrere Kölner Salondampfer aus, weitere Glasmalereien fanden sich u. a. in der Villa Hügel, auf der Burg Satzvey, der Schloss Drachenburg, der Hirschburg, der Villa Puricelli und in den Villen verschiedener Kölner Unternehmer.
In Köln arbeitete die Werkstatt an weit über 30 katholischen und evangelischen Kirchen und war an der Ausstattung des Gürzenich, des historischen Rathauses, des Justizgebäudes, des Priesterseminars, des Wallraf-Richartz-Museums, des neuen Kunstgewerbemuseums, der Handelsschule am Hansaring sowie des Gebäudes der Bürgergesellschaft beteiligt.

## Werke  (Auswahl)
Die Glasmalereiwerkstätte Schneiders und Schmolz arbeitete überwiegend für kirchliche Bauten. Aber auch in profanen Gebäuden wie in dem neogotischen Kölner Stadthaus (Brabanter Straße 59 / Antwerpener Straße, errichtet 1886/1887) zeigen die von Schneiders und Schmolz eingesetzten Fenster oft sakrale Motive und neogotische Fensterformen.

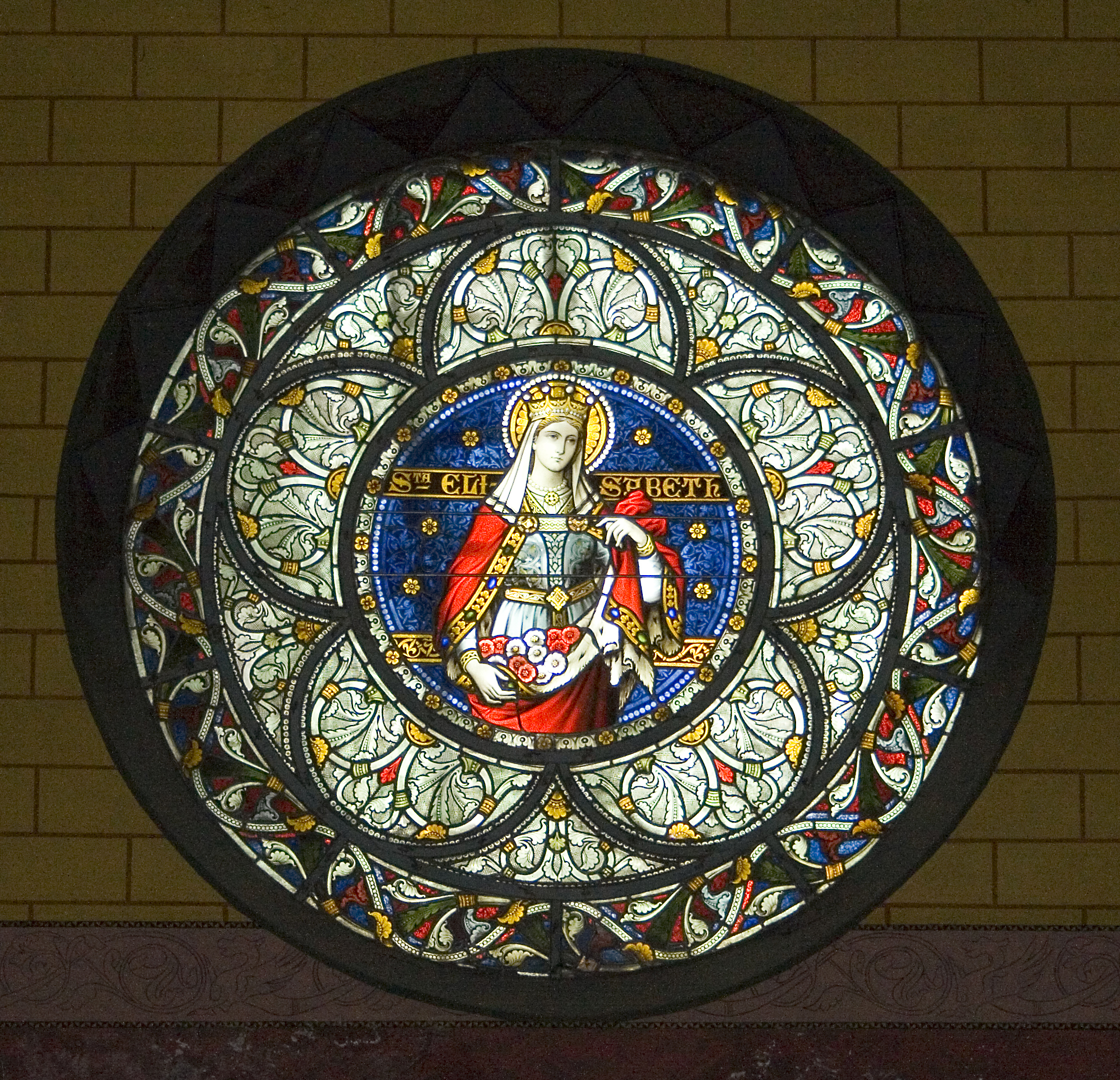
Glasfenster in der Schlosskapelle Türnich (1902)

- 1882: Karl der Große mit der alten Burg von Stolberg, ursprünglich im Rolandhaus, seit um 1965 in einem privaten Wohnhaus in Aachen-Niederforstbach[6]
- 1885: Kirchenfenster mit figürlicher Darstellungen in der Kirche St. Bonifatius in Fulda-Horas
- 1890: drei Glasfenster in der Burg Mylau[7]
- 1890: Hildebrand’sche Kapelle der Kirche St. Anna in Düren (1944 zerstört)[8]
- um 1890: Fenster der Gnadenkapelle in Kevelaer
- 1891–1893: Fenster der Kirche St. Jakobus bei Jakobwüllesheim (1944 kriegszerstört)
Ursprünglich zeigte das Rundfenster über der Orgelempore den Schutzpatron der Kirche Jakobus den Älteren mit Pilgerstab und Muschel, die übrigen Kirchenfenster in Kirchenschiff und Chor zeigten die Geheimnisse des Rosenkranzes sowie eine Darstellung der Gottesmutter.
- 1893: vier Kirchenfenster mit figürlichen Darstellungen in der Liebfrauenkirche in Dortmund (profaniert und zum Kolumbarium umgenutzt)
- 1895–1897: Kirchenfenster der Kirche St. Pantaleon in Badorf (kriegszerstört)[9]
- 1896: Fenster der Kirche St. Peter und Paul in Bad Driburg
Das Drei-Königs-Fenster im linken Seitenschiff kürte der Landschaftsverband Westfalen-Lippe zum „Denkmal des Monats Januar 2006“.[10]
- 1896: Petrus-Martyr-Fenster der Kölner Brauerkorporation in der Kirche St. Andreas in Köln (kriegszerstört)[11]
- 1896: sieben Fenster mit der Darstellung der sieben Schmerzen Mariens in der Kirche St. Mariä Empfängnis in Düsseldorf
- elf Fenster mit figürlichen Darstellungen und mehrere Fenster mit grafischen Mustern in der Herz-Jesu-Kirche in (Wuppertal-)Elberfeld
- 1897: Chorfenster der Kirche St. Michael in Amöneburg-Erfurtshausen
- 1898–1902: Fenster der Heilig-Kreuz-Kirche in Aachen (nach Zerstörung der Kirche nur noch zwei Maßwerkfenster erhalten)[12]
- 1899: drei Chorfenster in der Kirche St. Andreas in Köln[13]
- 1890er Jahre: sechs Fenster mit figürlichen Darstellungen und zwei Fenster mit Teppichmustern in der Kirche St. Marien in Bonn
- 1900: Ornament über der Tür der Brüderkapelle des Klosters Knechtsteden bei Dormagen
- um 1900: acht Kirchenfenster (vier Bildfenster und vier Ornamentfenster) in der Kirche St. Gereon in Berkum bei Bonn
- vor 1900: zehn Kirchenfenster mit figürlichen Darstellungen und mehrere Fenster mit Teppichmustern in der Kirche St. Remigius in Bonn
- ein Fenster mit figürlicher Darstellung und sieben Grisaille-Fenster im St.-Johannis-Hospital in Bonn
- drei Fenster mit figürlichen Darstellungen und mehrere Fenster mit grafischen Mustern in der katholischen Kirche in Burscheid
- vier Fenster mit figürlichen Darstellungen in Abteikirche der Abtei Brauweiler
- sechs Fenster mit figürlichen Darstellungen in der Kirche St. Aposteln in Köln
- sieben Fenster mit figürlichen Darstellungen in der Kirche St. Ursula in Köln
- Fenster der Krankenhauskapelle in Aachen-Forst
- Fenster der Christuskirche in Brühl
- sieben Kirchenfenster mit figürlichen Darstellungen und mehrere Fenster mit grafischen Dekors in der Kirche St. Mariä Himmelfahrt in Mönchengladbach
- Kirchenfenster mit figürlicher Darstellung in der Stadtpfarrkirche in Fulda
- Kirchenfenster mit figürlichen Darstellungen in der Kirche St. Joseph in Eupen
- acht Fenster mit figürlichen Darstellungen und weitere mit grafischen Mustern in der Kirche St. Josef in Koblenz
- Fenster im Kloster Zum Guten Hirten in Melaten (Köln-Lindenthal) (kriegszerstört)
- zehn Fenster in der Kirche St. Nikolaus in Aachen
- 1902: Fenster in der Schlosskapelle des Schlosses Türnich[14]
- 1905: Fenster für die Kirche St. Sebastian in Limburg an der Lahn
- 1913: Fenster für die Kirche des Klosters Vom Guten Hirten in Berlin-Marienfelde[15]
- 1916: Chorfenster der Kirche Saints-Come-et-Damien in Clervaux[16]

### Kölner Dom

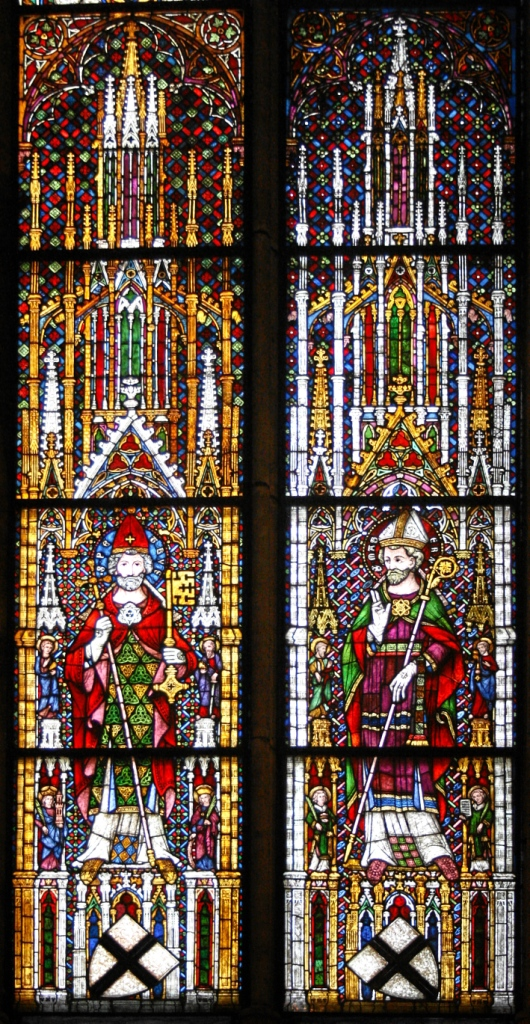
Petrus- und Maternusfenster

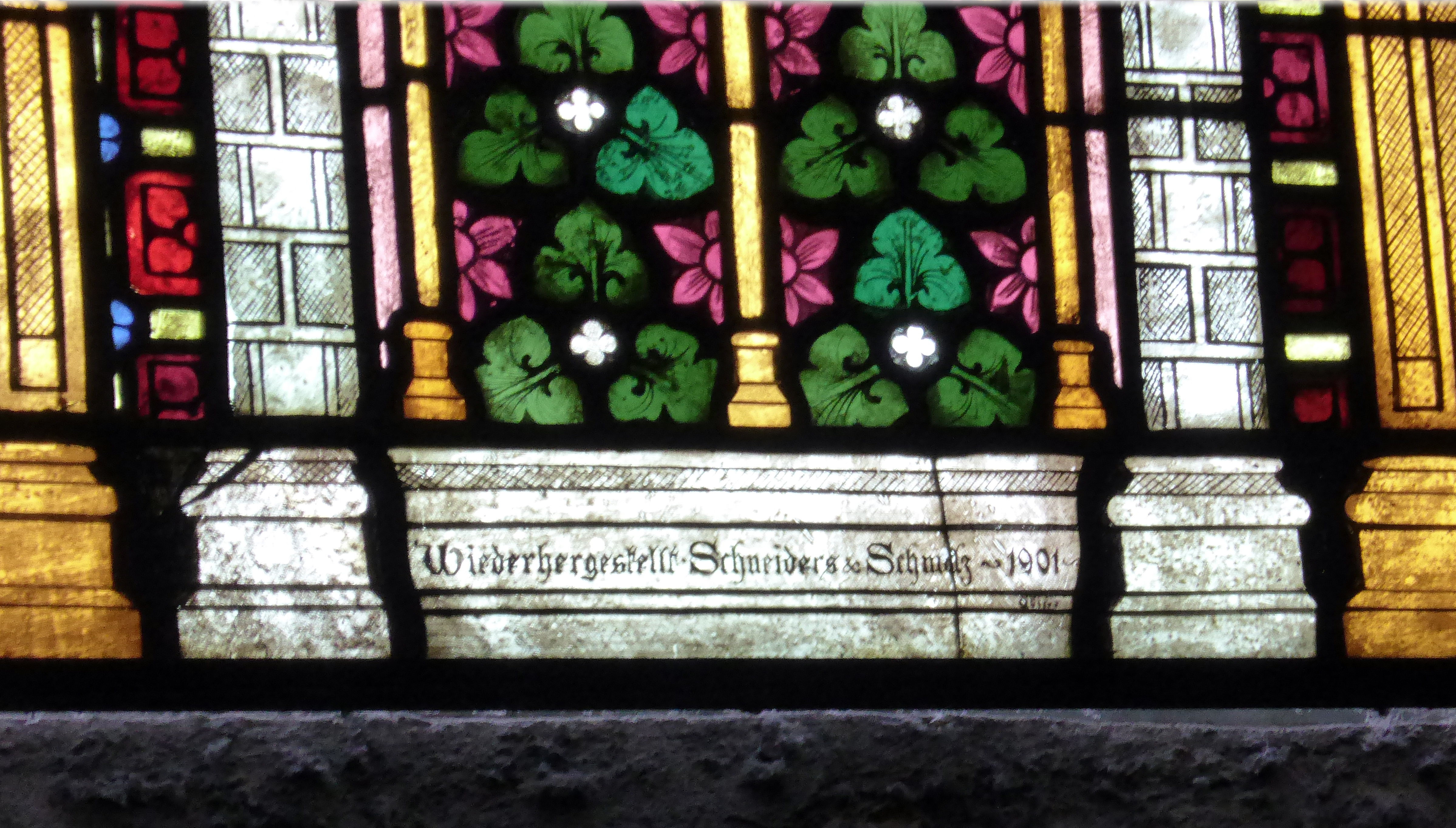
Signet Schneiders und Schmolz

Durch die intensive Zusammenarbeit mit dem Domherrn und Kunstsammler Alexander Schnütgen wurde die Glaswerkstatt Schneiders & Schmolz ab den 1890er Jahren immer wieder mit Rekonstruktionsarbeiten an den gotischen Glasfenstern des Kölner Doms beteiligt. Vorwiegend die Verbleiung, aber auch ein unterschiedlicher Anteil der mittelalterlichen Glasscheiben wurden dabei ersetzt. Insbesondere die von Wilhelm Düssel 1844 vorgenommene Rekonstruktion der Scheiben wurde größtenteils erneut überarbeitet. Einige Scheiben wurden auch neu angefertigt, die den Typus und Stil der Originalscheiben wiedergeben sollten.
Diese Interpretation wurde durch den 1903 ernannten Dombaumeister Bernhard Hertel zum Teil heftig kritisiert, so dass die Werkstätte ab 1908 an späteren Arbeiten, unter anderem am Königsfenster im Obergaden des Chors und am Allerheiligenfenster der Johanneskapelle, nicht mehr beteiligt wurde.
- 1891: Bernhard-Fenster und Christuszyklus-Fenster im nördlichen Querhaus
- 1891: Rekonstruktionsarbeiten am Simon-Judas-Thaddäus-Fenster, bei dem 1891 90 % der Glasscheiben ausgewechselt und das Bleinetz erneuert wurde[19]
- 1901: Rekonstruktion aller Fenster der Dreikönigenkapelle: ca. 50 % Erneuerung der Scheiben und Neuverbleiung des Älteren Bibelfensters (1901)[20], Dreikönigenfenster (1901)[21], 85–90 % Erneuerungen der Scheiben und Neuverbleiung des Petrus- und Maternusfensters.[22]
- 1901/1902: Rekonstruktion des Jüngeren Bibelfensters der Stephanuskapelle, bei der der Sprossenabstand neu gestaltet wurde, einige Scheiben neu entworfen und eine Neuverbleiung vorgenommen wurde[23]
- 1902: Erneuerung und Rekonstruktion von 90–95 % der Glasscheiben und Neuverbleiung des Thomas-Johannes-Baptist-Fensters und des Ornamentteppichs der Michaelskapelle im Auftrag von Alexander Schnütgen[24]
Bei der Rekonstruktion wurde auf Glasscheiben aus dem Fensterdepot der Dombauhütte zurückgegriffen.
- 1907/1908: Rekonstruktion des Ornamentteppichs in der Maternuskapelle, bei der zwei Drittel der alten Scheiben und zwölf Teppichfelder ersetzt wurden; Die Kosten der Rekonstruktionsarbeiten beliefen sich auf 2.400 Mark.[25]

Eine der ausgetauschten Originalscheiben des Ornamentteppichs mit Rautenkranz und verschränkten Blättern aus der Marienkapelle befindet sich heute im Aachener Suermondt-Ludwig-Museum, das die Scheibe (Inventarnummer 79) von Schneiders & Schmolz erwarb.

### Kloster Knechtsteden

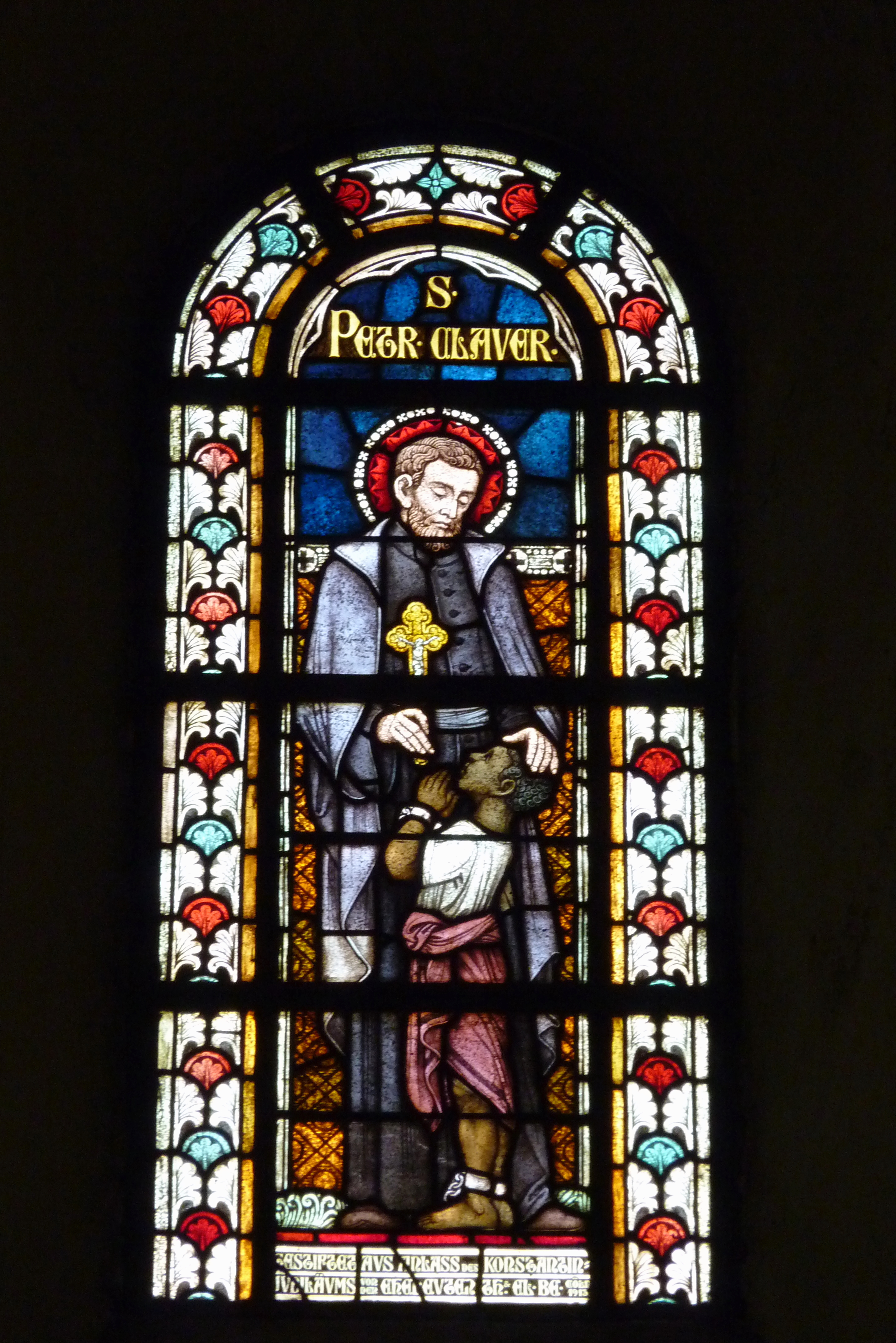
St.-Petrus-Claver-Fenster (1913)

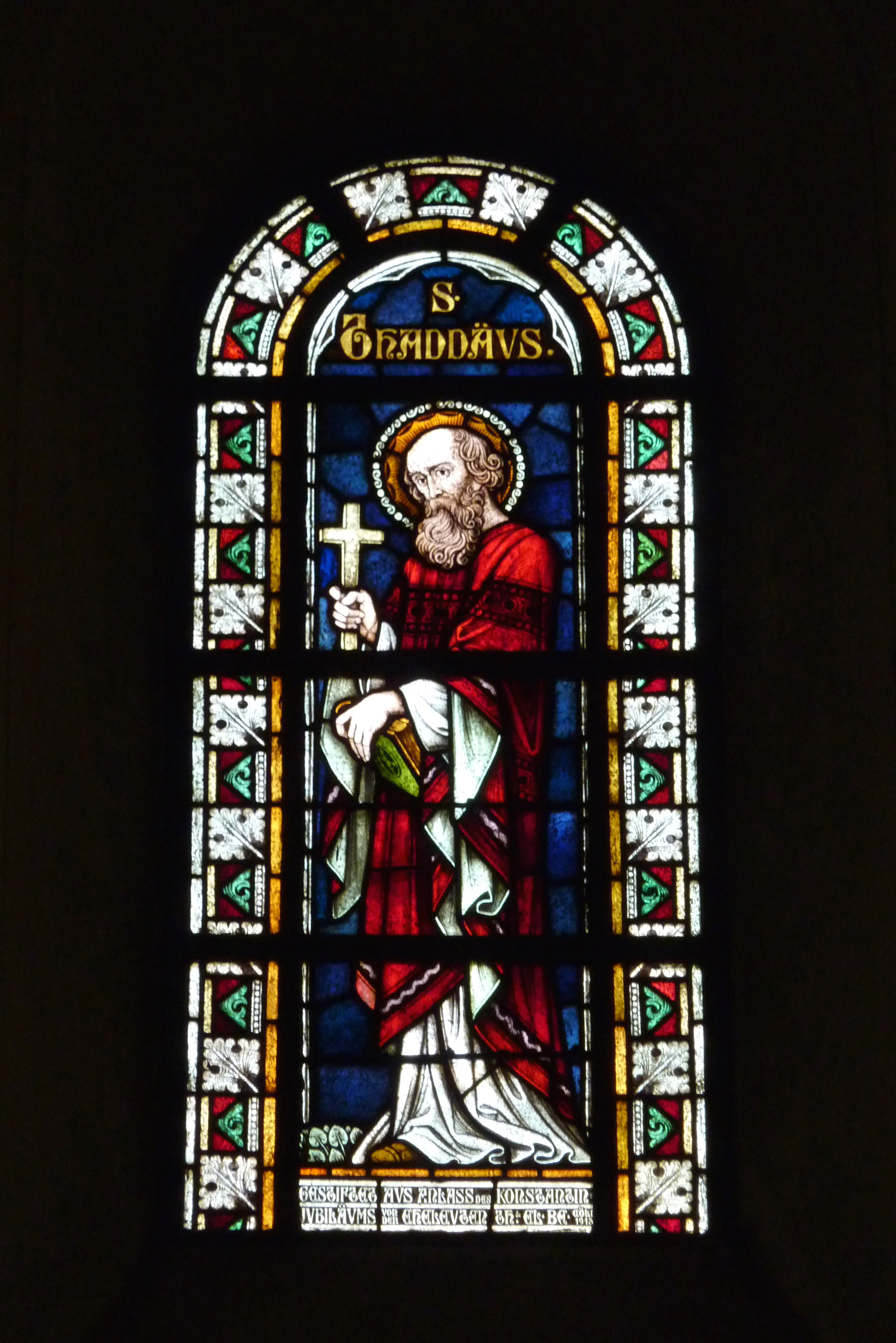
St.-Thaddäus-Fenster

Für die Basilika des Klosters Knechtsteden bei Dormagen wurden von 1889 bis 1910 von Schneiders & Schmolz nachweislich 28 Glasfenster angefertigt:
- St. Joseph von Nazareth, St. Juliana von Nikomedien, Verlobung Marias mit Joseph, Marientod (1889)
- Maria und Christus (Chorfenster, 1889)
- St. Mechthildis von Hackeborn, St. Norbert von Magdeburg, Anbetung der Hl. Drei Könige, Stifter (Chorfenster, 1889)
- St. Petrus
- St. Paula
- St. Andreas
- St. Johannes
- St. Jakobus der Ältere (1909 gestiftet von Jakob und Katharina Marchand)
- Wappenembleme der Spiritaner: Geisttaube und Herz Mariä, Fenster in der hinteren Apsis (1910)
- St. Jakobus der Jüngere (1910)
- St. Philippus (1910)
- St. Thomas (1910)
- St. Bartholomäus (1913, als Geschenk der Stadt Neuss)
- St. Matthäus (1913)
- St. Simon (1913)
- St. Judas Thaddäus (1913)
- St. Franz Xaver (1913)
- St. Petrus Claver (1913)
- Ehrwürdiger P. Libermann (1913)
- Seliger Jac. Laval (1913)
- fünf Ornamentfenster im Querschiff, zwei im Chor, zwei in der Apsis

### Katholische Kirche St. Lucia in Stolberg
Von 1891 bis 1906 fertigte die Werkstatt Schneiders & Schmolz die Verglasung der Kirche St. Lucia in Stolberg. Heute sind noch 10 Scheiben erhalten, von denen einige datiert sind, wie z. B.
- Petrus hilft einem Lahmen (datiert 1891)
- Geistsendung (datiert 1891)
- Verkündigung an Maria (datiert 1905)
- Die Heilige Familie (datiert 1905)
- Taufe Jesu im Jordan (datiert 1905)
- Bergpredigt (datiert 1905)
- Auferstehung Christi (datiert 1905)
- Christi Himmelfahrt (datiert 1906)

Nicht exakt datierte Glasfenster sind:
- Ornament mit Löwenpaar über dem Seiteneingang (vermutlich 1891/1892)
- Abendmahl (vermutlich 1905)
- Geburt Christi (vermutlich 1905)

### Pfarrkirche St. Joseph und Medardus

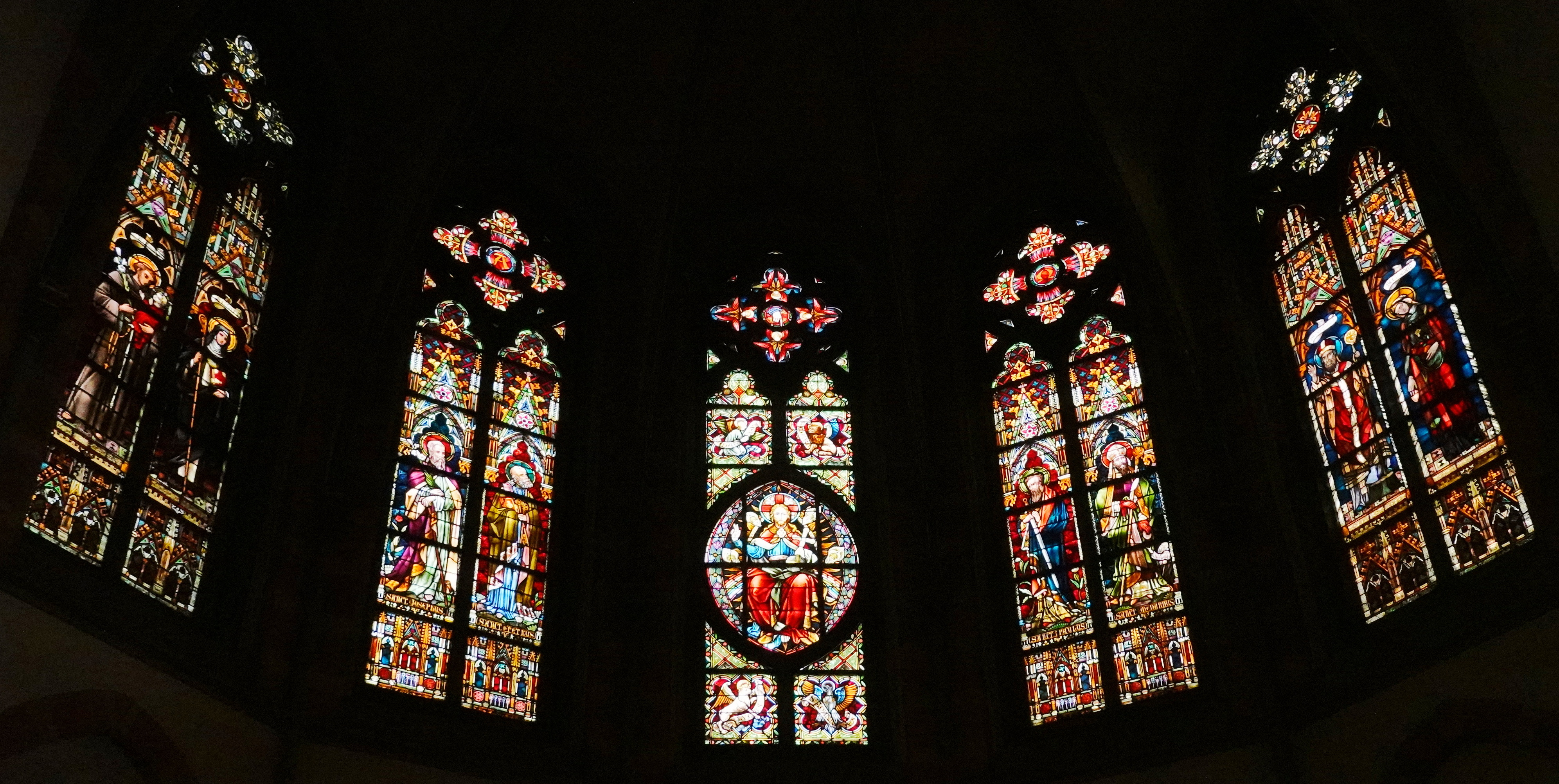
Chorfenster in der Pfarrkirche St. Joseph und Medardus

Von Schneiders & Schmolz wurden 1891 für die römisch-katholische Pfarrkirche St. Joseph und Medardus in Lüdenscheid fünf Fenster für den Chor gefertigt. Sie wurden mit Schwarzlot und Silbergelb auf Antikglas in Blei gefasst. Im mittleren Fenster wird Christus Pantokrator dargestellt. Die jeweils zwei Fenster links und rechts zeigen von links nach rechts gesehen St. Antonius von Padua und St. Klara von Assisi, St. Joseph von Nazaret und St. Petrus, St. Paulus und St. Medardus von Noyon und ganz rechts St. Bonifatius und St. Elisabeth von Thüringen. In der gleichen Ausführung befinden sich zwei Antikglas-Rosettenfenster mit den Abbildung von St. Liborius von Le Mans und St. Elisabeth von Thüringen unter der sogenannten „Taizé-Empore“. Die 10 weiteren von Schneiders und Schmolz mit Schwarzlot auf Kathedralglas in Blei hergestellten Fenster sind Ornamentfenster, die nach 1891 entstanden.

### Katholische Kirche St. Apollinaris und Agatha in Kall-Scheven
Für die kleine Dorfkirche St. Apollinaris und Agatha in Scheven wurden von Schneiders & Schmolz 1895 die drei Chorfenster als Bildfenster ausgeführt. Die sechs Fenster im Kirchenschiff wurden als Ornamentfenster gearbeitet, die im Maßwerk Bildornamente, u. a. von der Heiligen Elisabeth von Thüringen, St. Barbara, St. Brigitta, St. Michael, St. Wendelin und St. Antonius von Padua führen.

### Fenster der Markuskapelle in Odenthal / Restaurierung der Grisaille-Fenster im Altenberger Dom

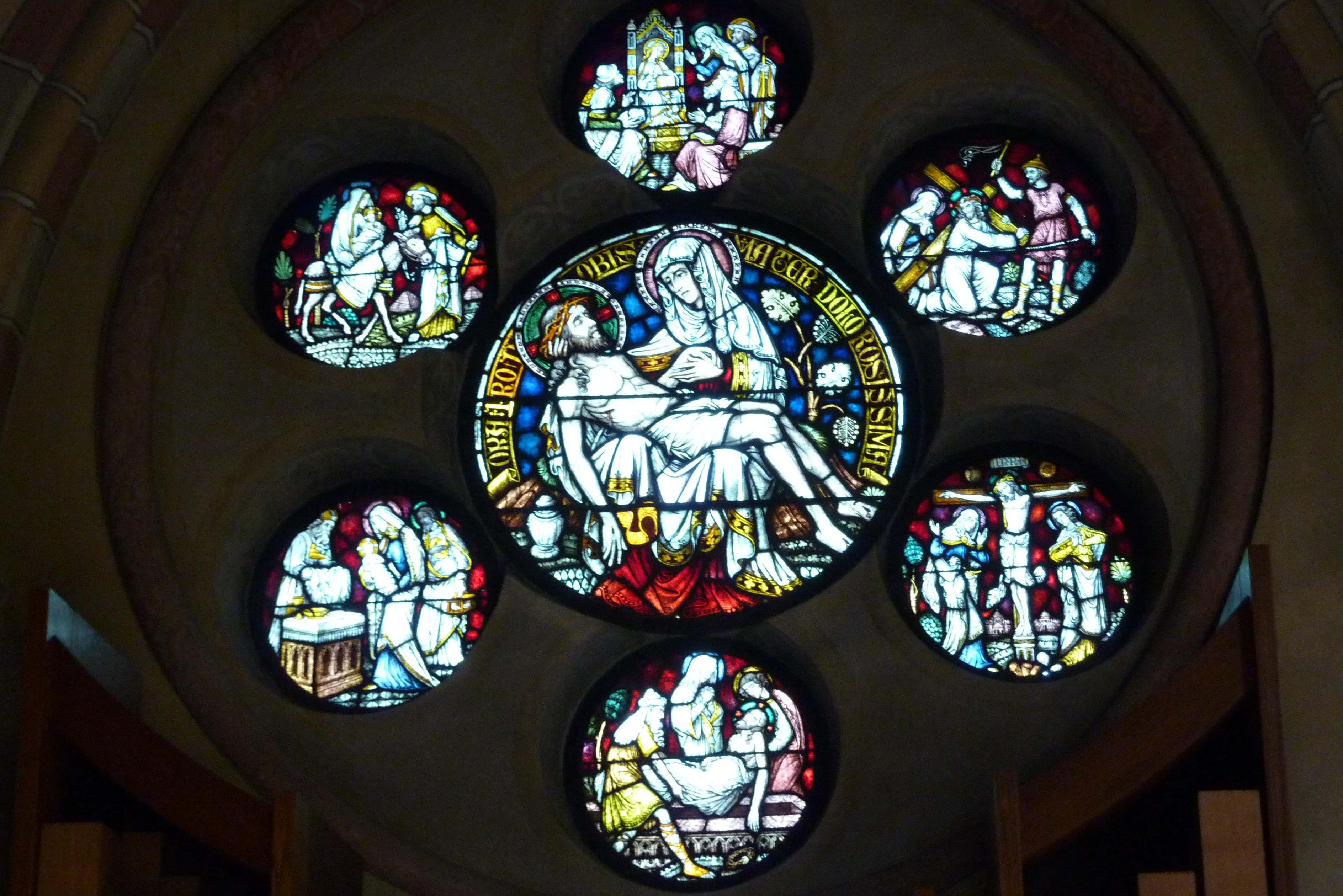
Sechspass-Fenster mit der Darstellung der Sieben Schmerzen Mariens

Mitte der 1890er Jahre restaurierte und ergänzte die Werkstatt etwa 20 Grisaille-Fenster des Altenberger Doms. Die Arbeiten wurden vom Provinzialkonservator der Rheinprovinz Paul Clemen 1896 ausdrücklich gelobt. 1899 bekam die Glasmalereiwerkstatt Schneiders & Schmolz den Auftrag, die sechs historischen Bleiglasfenster in der Altenberger Markuskapelle aus dem 13. Jahrhundert zu rekonstruieren und neu zu gestalten. Neben den fünf Glasfenstern schuf die Werkstätte auch das Sechspass-Fenster mit der Darstellung der Sieben Schmerzen Mariae.

### Katholische Kirche St. Gertrudis in Schwalmtal-Dilkrath
Im Jahr 1904 fertigte die Werkstatt Schneiders & Schmolz zwölf Kirchenfenster für die katholische Kirche St. Gertrudis in Dilkrath an, u. a.:
- das Ornamentfenster über dem Haupteingang
- zwei Ornamentfenster der Nordkapelle
- fünf Ornamentfenster der Seitenschiffe
- ein Ornamentfenster des Chors
- die Bildfenster St. Hubert von Lüttich und St. Johannes der Täufer im Chor
- Bildfenster Krönung Mariens im Chor
- Bildfenster St. Katharina von Alexandrien und St. Gertrud von Nivelles im Chor

### Katholische Kirche St. Hubertus in Stolberg-Büsbach
Die ursprüngliche Fenster-Ausstattung der Kirche St. Hubertus in Büsbach wurde von 1911 bis 1914 durch Bildfenster aus der Werkstatt Schneiders & Schmolz ersetzt, von denen heute noch zwölf Fenster, davon 10 Bildfenster, erhalten sind. Einige der Fenster sind von den Künstlern datiert.
- Christus der Kinderfreund, Fenster über dem Eingangsportal (1911–1914)
- St. Gregor der Große, St. Mattias, Fenster über dem Seiteneingang (1914)
- Propheten Isaias und Jeremias, Fenster im Seitenschiff (1911–1914)
- St. Petrus und St. Paulus, Fenster im Seitenschiff (1911–1914)
- Evangelisten St. Lukas und St. Johannes, Fenster im Seitenschiff (1911–1914)
- St. Philippus, St. Jakobus der Jüngere, Fenster im Seitenschiff (1911–1914)
- St. Simon Zelotes, St. Judas Thaddäus, Fenster im Seitenschiff (1911)
- St. Dominikus von Caleruega, St. Franz von Assisi, Fenster im Seitenschiff (1911)
- St. Klara von Assisi, St. Theresia von Avila, Fenster im Seitenschiff (1911)
- St. Georg, St. Anselm von Canterbury, Fenster über dem Seiteneingang (1914)
- zwei Ornamentfenster in der Sakristei

### Katholische Kirche St. Michael in Dortmund-Lanstrop
Die katholische Kirche St. Michael im Dortmunder Stadtteil Lanstrop wurde 1913 von Schneiders & Schmolz mit 28 Fenstern ausgestattet, von denen heute noch 15 Fenster im Originalzustand erhalten sind. Sieben Fenster wurden 1943 zerstört und von der Werkstatt Otto Peters in den Jahren 1985 und 1986 ersetzt. Die Ornamentfenster mit zentralen Bildsymbolen, die im Krieg verloren gingen, wurden nach den Vorbildern der alten Fenster rekonstruiert.

### Katholische Kirche St. Georg in Korschenbroich-Liedberg
Im Jahr 1915 fertigte die Werkstatt die Fenster für die Kirche St. Gereon in Liedberg an. Neben vier kleinen Bleiglasfenstern für die Kapelle wurden die Fenster für das Hauptschiff als Ornamentfenster mit Medaillons und bildliche Darstellungen in den Maßwerken angefertigt. Lediglich die Fenster auf der Orgelempore und über dem Eingang sind heute noch als Bildfenster erhalten. In der Mitte eines runden Ornamentfensters im Seitenschiff hinterließen die Künstler ihr Monogramm.

### Ehemalige katholische Kirche St. Lambertus in Erkelenz-Immerath

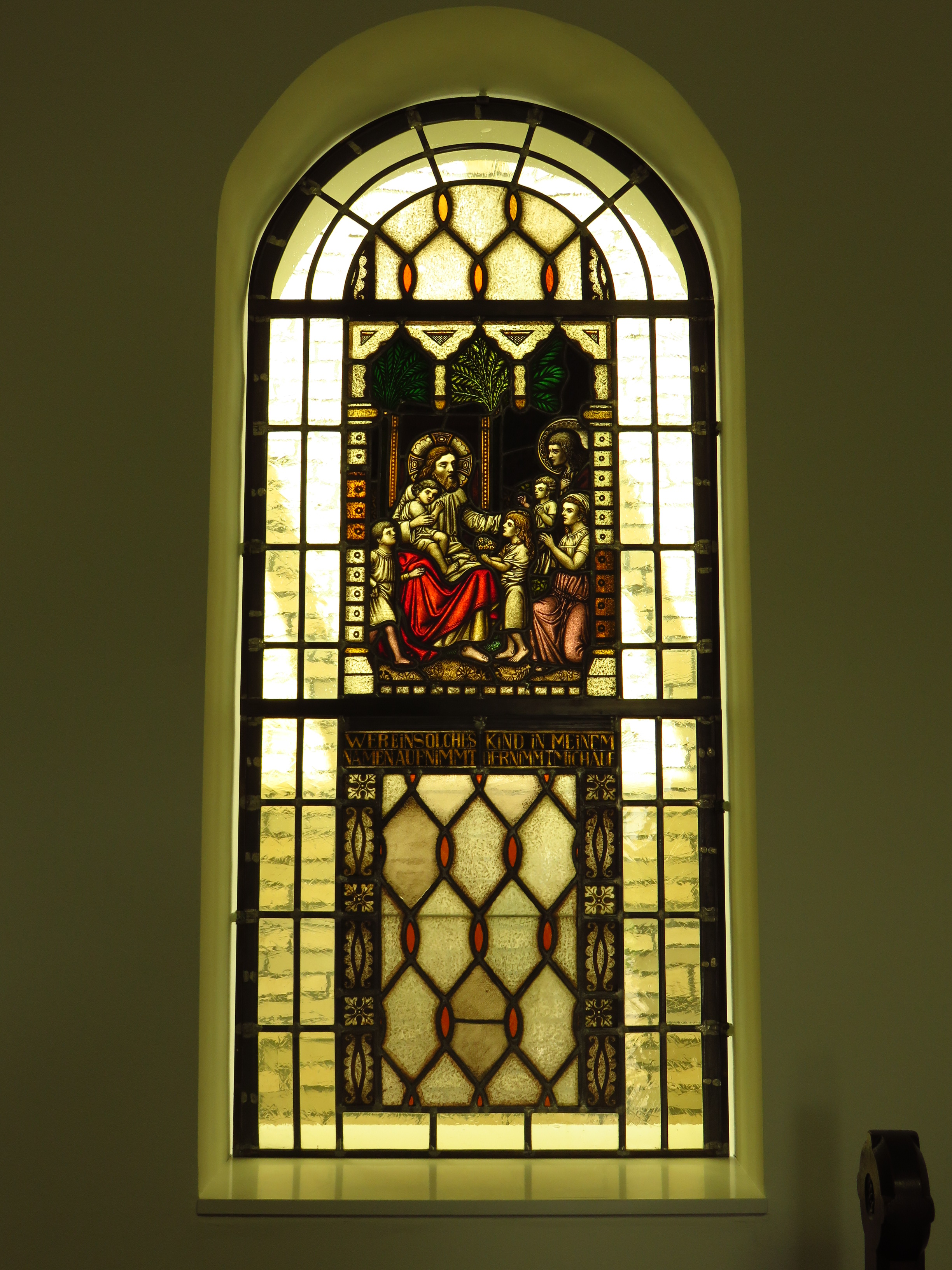
Transloziertes Kirchenfenster Jesus der Kinderfreund in St. Lambertus in Immerath (neu)

Im Jahr 1891 fertigte die Werkstatt die Fenster für den Neubau der katholischen Pfarrkirche St. Lambertus in Immerath an. Im Zweiten Weltkrieg wurden die Kirche und ein Großteil der Fenster schwer beschädigt bzw. zerstört. Bis zur Profanierung der Kirche befanden sich noch sechs Originalfenster aus dem Jahr 1891 in der Kirche: vier Fenster im Seiteneingang und zwei Fenster in der Sakristei. Diese wurden 2015 in der neuen Kirche St. Lambertus installiert, unter anderem in der Taufkapelle, der Sakristei und dem Versammlungsraum.
- Verkündigung an Maria, Fenster im Seiteneingang
- St. Anna mit Maria, Fenster im Seiteneingang
- Verlobung von Maria mit Joseph von Nazareth, Fenster im Seiteneingang
- Tod des heiligen Joseph, Fenster im Seiteneingang
- Was ihr dem Geringsten meiner Brüder tut, das habt ihr mir getan, Fenster in der Sakristei
- Jesus der Kinderfreund, Fenster in der Sakristei, heute in der Taufkapelle der neuen Kirche

### Klosterkirche Maria Engelport
1906 lieferte die Werkstatt die Fenster für die Kirche des Oblatenklosters Maria Engelport. Je ein Fenster hatten der Provinzial der Deutschen Ordensprovinz Ingnaz Watterrott sowie die Familien Max Trimborn (Köln), Schunk-Feiden (Bruttig), Fröschen und Rosier gestiftet. Die übrigen Fenster wurden aus dem Verkaufserlös von Farbdrucken finanziert, die die Geschichte Engelports und die Tätigkeit des Ordens darstellten. 1950 wurde die gemalte Umrahmung der Fenster St. Petrus und St. Paulus von der Trierer Werkstatt Binsfeld durch weich getöntes, transluzentes Glas ersetzt. Bei den Fenstern St. Elisabeth, St. Bonifatius und St. Franziskus von Assisi wurde 1954 von derselben Werkstatt die Umrahmung aus buntem durch getöntes Glas ersetzt und der untere Teil zwecks Lüftungsmöglichkeit umgearbeitet. Die drei Chorfenster wurden 1963 und die anderen 1964 entsorgt und gegen moderne aus der Trierer Werkstatt Peter Kaschenbach nach Entwürfen von Reinhard Heß ausgetauscht.
- Maria Immaculata im Stil der Darstellung auf der Wundertätigen Medaille, mittleres Chorfenster (1906)
- Gründungslegende des früheren adligen Prämonstratenserinnenklosters Maria Engelport, linkes Chorfenster (1906)
- Maria als Beschützerin der Missionare, rechtes Chorfenster (1906)
- St. Petrus, Seitenfenster im Chor (1906)
- St. Paulus, Seitenfenster im Chor (1906)
- St. Ignatius von Loyola, Fenster im Hauptschiff (gestiftet von Pater Ignaz Watterott 1906)
- St. Elisabeth, Fenster im Hauptschiff (1906)
- St. Bonifatius, Fenster im Hauptschiff (1906)
- St. Franziskus von Assisi, Fenster im Hauptschiff (1906)
- St. Katharina, Fenster im Hauptschiff (1906)
- St. Agnes, Fenster im Hauptschiff (1906)
- St. Antonius, Fenster im Hauptschiff (1906)
- St. Leonhard, Fenster im Hauptschiff (1906)
- St. Franz Xaver, Fenster im Hauptschiff (1906)
- St. Cäcilia, Fenster im Hauptschiff (1906)

## Museen
Bereits zu Lebzeiten stifteten Schneiders und Schmolz einige ihrer Kunstverglasungen an Museen, vornehmlich im Rheinland. Dem Museum Schnütgen überließen die Künstler u. a. das Fenster „Musizierende Engel“. Im neu gegründeten Kölner Kunstgewerbemuseum war Christian Schneiders mehrfach als Referent für Vortragsveranstaltungen zum Thema Glasmalerei in alter und neuer Zeit tätig. Die Glasmalereiwerkstatt Schneiders & Schmolz beteiligte sich Anfang des 20. Jahrhunderts an verschiedenen Ausstellungen, so u. a. 1905 an der Handwerks- und Kunstgewerbeausstellung des Regierungsbezirks Köln.
Im Suermondt-Ludwig-Museum in Aachen befindet sich ein Fenster, das vermutlich aus der Marienkapelle des Kölner Doms stammt und von Schneiders & Schmolz angekauft wurde.